# معهد العلوم الإسلامية والعربية (إندونيسيا)
معهد العلوم الإسلامية والعربية في إندونيسيا (بالإندونيسية: Lembaga Ilmu Pengetahuan Islam dan Bahasa Arab، بالإنجليزية: Islamic and Arabic College of Indonesia، ويعرف اختصارًا: LIPIA) هي مؤسسة تعليمية في جاكرتا. المعهد هو فرع من جامعة الإمام محمد بن سعود الإسلامية في الرياض المملكة العربية السعودية، والغرض الرئيسي من المعهد هو تعليم اللغة العربية والدراسات الإسلامية.

## التاريخ
تأسس معهد العلوم الإسلامية والعربية في إندونيسيا في شهر جمادي الأولى عام 1400 هـ بموجب موافقة الديوان الملكي السعودي في 21 من ذي الحجة 1398 هـ، وعُهد إلى جامعة الإمام محمد بن سعود الإسلامية في الرياض مهمة الإشراف عليه ومتابعته كغيره من المعاهد التي سبقته في كل من رأس الخيمة وموريتانيا والولايات المتحدة الأمريكية، وقد ظل مسماه: معهد تعليم اللغة العربية حتى عام 1406 هـ الموافق 1986م ليتغير إلى معهد العلوم الإسلامية والعربية.
بدأت الدراسة في المعهد في شهر جمادي الآخرة عام 1400 هـ، واقتصرت عند الافتتاح على سبعة فصول مسائية خاصة ببرنامج الإعداد اللغوي، ثم أخذ في التطور مرحلة بعد أخرى حتى وصلت أقسامه العلمية في العام الدراسي 1424 هـ إلى قسمين وشعبتين لكل قسم وشعبة رئيس مستقل ثم ضمت شعبة الدبلوم العام إداريا إلى قسم الشريعة تحت مسمى القسم الجامعي وضمت شعبة التعليم التكميلي إداريا إلى قسم الإعداد اللغوي تحت مسمى قسم الإعداد اللغوي. في عام 1436 هـ الموافق 2014 أعلن سفير السعودية في إندونيسيا، أن معهد العلوم الإسلامية والعربية في جاكرتا صدرت له موافقة بفتح ثلاثة فروع في اندونيسيا، والاقتراح أن يكون أحدها في تورا بايه والثاني في مدينة ميدان كبرى مدن سومطرة والثالث في مكاسا وهي بوابة اندونيسيا الشرقية.

## الأسباب التي من أجلها أُختيرت إندونيسيا مقراً
- أكبر دولة مسلمة في جنوب شرق آسيا
- حرص الشباب الإندونيسي على تعلم اللغة العربية
- توثيق التعاون بين المملكة العربية السعودية واندونيسيا.[3]

## الأقسام
- قسم الإعداد اللغوي: ويشمل قسم الإعداد اللغوي طلبة وطالبات، وشعبة التعليم التكميلي طلبة وطالبات.
- القسم الجامعي: ويشمل قسم الشريعة طلاب وطالبات، وشعبة تأهيل المعلمين طلاب، وقسم العلوم الإدارية والمصرفية الإسلامية طلاب.

## انظر ايضاً
- المملكة العربية السعودية
- جامعة الإمام محمد بن سعود الاسلامية
- إندونيسيا

## وصلات خارجية
- الموقع الرسمي للمعهد